# Kevin Abosch

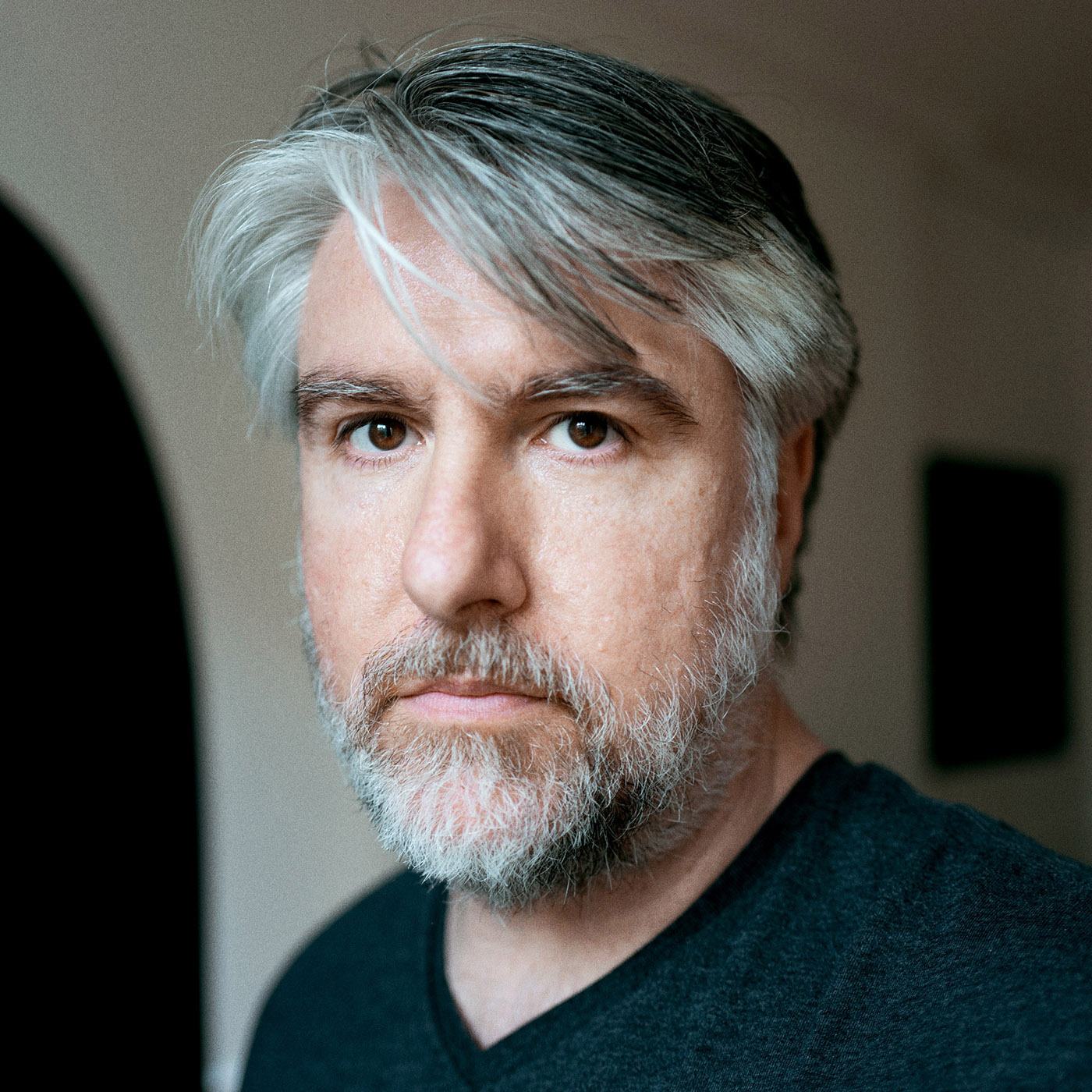
Kevin Abosh (2018)

Kevin Abosch (* Dezember 1969 in Los Angeles) ist ein irisch-amerikanischer Konzeptkünstler. 

## Leben
Kevin Aboschs Mutter ist eine aus Mayo stammende Irin. In Los Angeles geboren, wuchs er in den Vereinigten Staaten auf, aber verbrachte die Sommer in Limerick und Dublin. Er hat sowohl die US-amerikanische als auch die irische Staatsbürgerschaft. Anfang der 1990er Jahre lebte Abosch in Deutschland, wo er den britischen Künstler David Hockney kennenlernte, mit dem er später auch zusammenarbeitete.
Neben seiner Kunst betätigt sich Abosch auch als Unternehmer und Investor. Er ist Begründer der Internet-Kommunikationsplattform Kwikdesk und der Messaging-App OneOne, bei denen jeweils besonderer Wert auf die Privatsphäre der Benutzer gelegt wird.  Er ist außerdem creative director von Animoca Brands.
Derzeit lebt Abosch in New York City.

## Werk
Zu Aboschs Arbeiten gehören Fotografien (Porträts und Stillleben), Filme, Skulpturen und Installationen. Er thematisiert in seinen Werken häufig die Blockchain. Seine Werke waren u. a. im Zentrum für Kunst und Medien, der Eremitage in Sankt Petersburg, der National Gallery of Ireland, dem Irish Museum of Modern Art, dem Museum of Contemporary Art Vojvodina, dem Museo de Arte Moderno de Bogotá sowie im Flughafen von Dublin ausgestellt.
Im Werk PRICELESS arbeitete er mit Ai Weiwei zusammen.
Weitere nennenswerte Werke sind: Potato #345, IAMA Coin., Forever Rose und YELLOW LAMBO.
2017 verkaufte er sein Werk "Potato #345" für 1 Million US-Dollar.
Auch sein Werk "Forever Rose" (2018) wurde für 1 Million US-Dollar verkauft und ist somit aktuell das weltweit drittteuerst verkaufte NFT.